# Lorraine Copeland
Lorraine Copeland (Edimburgo, Escocia; 1921-Dordoña, Francia; 27 de abril de 2013), fue una arqueóloga especializada en el Paleolítico del Oriente Próximo.También se desempeñó como agente secreta de la Dirección de Operaciones Especiales durante la Segunda Guerra Mundial.
Hija de un neurocirujano de Harley Street en Londres, nació como Elizabeth Lorraine Adie y recibió educación privada en el colegio femenino Wycombe Abbey en Buckinghamshire. Conoció a su marido Miles Copeland Jr., cuando este se encontraba en el Reino Unido realizando contraespionaje para la Oficina de Servicios Estratégicos. Se casaron el 25 de septiembre de 1942 en la Iglesia de Santa María de Great Portland Street y poco tiempo después el trabajo de Miles los llevó al Oriente Próximo, particularmente Siria, Líbano y Egipto; donde Copeland desarrolló su interés por la arqueología. Desarrollo este campo por más de cincuenta años, el cual la asocio al Instituto de Arqueología del University College de Londres; llegando también a ser asesora del Instituto Edad de Piedra. 
Tuvo cuatro hijos, todos ellos con carreras notables; su hijo mayor Miles Copeland III (nacido el 2 de mayo de 1944) como ejecutivo de la industria del entretenimiento, Ian Copeland (nacido el 25 de abril de 1949) como promotor musical y agente de reservas, Lorraine Copeland Jr. como escritora y productora de cine, y Stewart Copeland (nacido el 16 de julio de 1952) reconocido internacionalmente como batería de la banda The Police. 
Lorraine falleció en el Castillo de Marouatte de Dordoña, Francia el 27 de abril de 2013. Está enterrada junto a su marido en el cementerio de la Iglesia de San Pedro y San Pablo de Aston Rowant en Oxfordshire. En el 2004 se publicó de manera póstuma y como festschrift el libro Desde el río hasta el mar: El Paleolítico y el Neolítico en el Éufrates y en el Levante Septentrional.